# Dymitr z Tesaloniki
Dymitr z Tesaloniki (gr. Δημήτριος της Θεσσαλονίκης, cs. Дмитрий Солу́нский; ur. ok. 270, zm. 306) – męczennik, święty Kościoła katolickiego, prawosławnego, ormiańskiego i koptyjskiego.

## Żywot
Dymitr (Demetriusz) pochodził z Tesaloniki. Zginął śmiercią męczeńską w 306 roku, prawdopodobnie w Sirmium (dziś Sremska Mitrovica).
Wedle żywotów, cesarz Dioklecjan (284–305) lub Maksymian (286–305) miał wyznaczyć młodego Dymitra na urząd prokonsula, nie wiedząc że był on chrześcijaninem. Zamiast wypełniać edykt Dioklecjana nakazujący prześladowanie chrześcijan, Dymitr głosił Ewangelię w Salonikach. Aresztowany i wtrącony do więzienia, przekonał swego przyjaciela Nestora, aby ów stanął do walki z gladiatorem, który zabijał chrześcijan na arenie, rzucając ich na włócznie. Po zwycięstwie i męczeństwie Nestora, Dymitr zginął w więzieniu przebity dzidami.

## Kult świętego

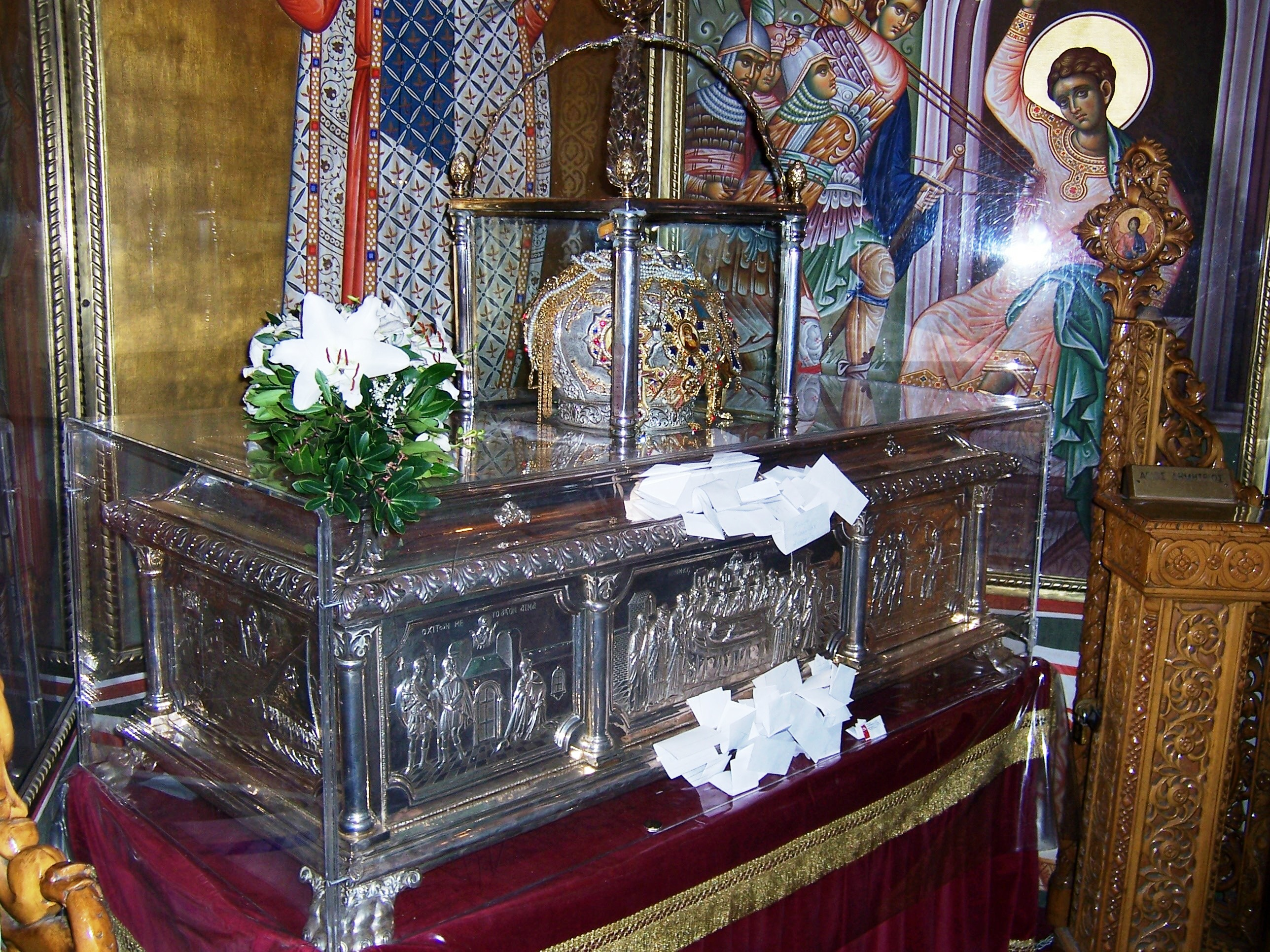
Relikwiarz ze szczątkami św. Dymitra w kościele prawosławnym w Salonikach.

Kult świętego Dymitra rozwinął się w Tesalonice i później rozszerzył zarówno na wschód i zachód Europy. Dymitr czczony jest we wszystkich autokefalicznych Kościołach prawosławnych.
Relikwie
Relikwie Świętego znajdują się w bazylice św. Dymitra w Salonikach (gr. Ιερός Ναός Αγίου Δημητρίου Θεσσαλονίκης).
Patronat
Wielki męczennik Dymitr uważany jest za patrona służących w wojsku żołnierzy wyznania prawosławnego. Wierni modlą się do niego w obliczu zagrożenia najazdem innowierców oraz o przywrócenie wzroku.
Jest patronem miast: Wenecji, Salonik i Konstantynopola (obecnie Stambuł).
Ikonografia

W ikonografii święty przedstawiany jest jako młody mężczyzna bez brody, w stroju oficera rzymskiego, przykryty zielonym płaszczem. W prawej ręce ma zwój pisma oraz pikę, ostrzem zwróconą do góry. Lewą ręką trzyma przy nodze miecz. Na zwoju znajdują się słowa: 

Panie, nie zgub grodu i ludzi, bowiem jeśli uratujesz go wraz z nimi i ja zbawię się, a jeśli ich zgubisz, zginę i ja.

Dzień obchodów
Jego wspomnienie liturgiczne w Kościele katolickim obchodzone jest 9 kwietnia i 26 października. Cerkiew prawosławna wspomina wielkiego męczennika (gr. μεγαλομάρτυς) 26 października/8 listopada, tj. 8 listopada według kalendarza gregoriańskiego.